# Мауро, Марио
Марио Вальтер Мауро (итал. Mario Walter Mauro; род. 24 июля 1961, Сан-Джованни-Ротондо, Апулия, Италия) — университетский преподаватель истории, депутат Европарламента (1999—2013), лидер фракции «Гражданский выбор для Италии» в Сенате (19 марта — 7 мая 2013), министр обороны Италии (28 апреля 2013 — 22 февраля 2014).

## Биография

### Ранние годы
Родился 24 июля 1961 года в Сан-Джованни-Ротондо (провинция Фоджа, регион Апулия, Италия).

### Образование, преподавательская и общественная деятельность
Изучал философию в Католическом университете Святого Сердца (Милан), который окончил в 1985 году; затем работал в южной Италии преподавателем, в 1997 году назначен Итальянской епископской конференцией в Национальный совет католических школ. С 2008 года — профессор на контракте Европейского университета в Риме.
В 1995 году стал национальным вице-президентом профессиональной ассоциации преподавателей Diesse (подразделения организации мелких предпринимателей Compagnia delle opere, связанной с Comunione e Liberazione); с 1997 по 1999 год являлся вице-президентом Compagnia delle opere (с 1998 по 1999 год исполнял эту должность на общественных началах) и состоял членом Национального совета Форума Третьего сектора — объединения ряда организаций в области волонтёрства, активизма, международного сотрудничества, развития финансовой этики и пр.

### Депутат Европарламента
В 1999 и 2004 годах был избран депутатом Европарламента по спискам партии Вперёд, Италия, в 2009 — Народ свободы (всегда входил во фракцию Европейская народная партия — Европейские демократы); в 1999—2004 годах входил в Комитет по делам культуры, молодёжи, образования, СМИ и спорта (в 2002—2004 годах занимал должность заместителя председателя этого комитета), в 1999—2002 годах являлся вице-председателем группы членов Европарламента в Объединённой парламентской ассамблее по Соглашению между африканскими, карибскими и тихоокеанскими государствами и Европейским союзом; в 2004—2009 годах был заместителем председателя Европарламента и членом Комитета по бюджету, в июне 2009 года вновь избран в Европарламент и до 2013 года занимал пост лидера правоцентристской фракции итальянских депутатов.
В 2010 году председатель фракции Европейской народной партии Мауро стал одним из инициаторов создания в Брюсселе исследовательского центра Meseuro, задачей которого является изучение проблем энергии, окружающей среды и финансового сектора средиземноморских стран.

### Сенатор
В 2013 году Мауро перешёл из партии Народ свободы в Гражданский выбор (его место в Европарламенте заняла Сузи Де Мартини). Избран в Сенат Италии по списку «С Монти — за Италию», с 19 марта по 7 мая 2013 года возглавлял фракцию «Гражданский выбор для Италии» (Scelta Civica per l’Italia), созданную на основе партии «Гражданский выбор», затем являлся её рядовым членом. С 27 ноября 2013 года фракция называется «За Италию» (Per l’Italia), 9 декабря 2013 года Марио Монти и семь его сторонников оставили фракцию, после чего она утратила связь с «Гражданским выбором» (Мауро остался во фракции «За Италию»). С 7 мая 2013 по 26 февраля 2014 года являлся членом 2-й постоянной парламентской комиссии (юридической), 14 мая 2013 года его замещал в этой комиссии Андреа Оливеро, с 15 мая 2013 по 26 февраля 2014 года — Габриэле Альбертини; с 26 февраля 2014 года входит в 1-ю постоянную парламентскую комиссию (конституционные вопросы), а с 12 марта 2014 года — также в 11-ю (трудовые отношения и социальная защита). В 11-й комиссии он замещает младшего статс-секретаря Министерства образования и научных исследований Анджелу Д'Онгия, представляющую партию Пополяры за Италию в правительстве Ренци.
Внёс на рассмотрение Сената следующие законопроекты (в качестве министра обороны):
- C. 1541 — о ратификации и соблюдении договора о торговле оружием, подписанного 2 апреля 2013 года в Нью-Йорке Генеральной Ассамблеей ООН (принят 4 октября 2013 года как закон № 118, вступил в силу 15 октября 2013 года)[11];
- C. 1670 — о придании силы закона декрету № 114 от 10 октября 2013 года о продлении международных миссий вооружённых сил и полиции, об инициативах по развитию и укреплению сотрудничества в процессах восстановления и участии в инициативах международных организаций в области поддержки мирных процессов и стабилизации (принят 9 декабря 2013 года как закон № 135, вступил в силу 10 декабря 2013 года)[12]

С 18 ноября 2014 года Мауро является рядовым членом фракции «Великие автономии и Свобода» (Gruppo Grandi Autonomie e Libertà).

### Министр обороны в правительстве Летта
27 апреля 2013 года новый премьер-министр Энрико Летта объявил о назначении Мауро министром обороны в сформированном после парламентских выборов 24—25 февраля 2013 года кабинете. 5 июня 2013 года, по возвращении с министерской встречи стран НАТО в Брюсселе, Мауро выступил против внешнего военного вмешательства в гражданскую войну в Сирии, ввиду недостаточности имеющихся доказательств для обвинения сирийских властей в применении химического оружия, а также подтвердил решение итальянского правительства не поставлять оружие антиправительственным силам в Сирии. 13 октября 2013 года, после гибели сотен африканских нелегальных иммигрантов в кораблекрушениях возле острова Лампедуза, Мауро заявил о намерении Министерства обороны Италии втрое увеличить количество кораблей береговой охраны в южной части Средиземного моря для пресечения нелегальной транспортировки людей в Европу.
Рождественские праздники 2013 года Мауро провёл в поездке по Афганистану, где посетил итальянские базы в Шинданде и Герате, и Ливану (там в окрестностях Сура дислоцирован итальянский контингент «голубых касок»). Министр подчеркнул важную роль итальянских военных в деле становления демократии в Афганистане и поддержания стабильности в регионе сирийского конфликта.
В декабре 2013 года Мауро в интервью газете Libero высказался о возможности в перспективе предоставлять иммигрантам итальянское гражданство за выслугу определённого стажа в армии, вызвав противоречивые отклики: министр по делам интеграции Сесиль Киенге поддержала предложение как способ наращивания темпов натурализации иммигрантов, а депутат Европарламента Сузи Де Мартини резко его осудила как проект создания «Иностранного легиона», нарушающий принцип равноправия претендентов на получение гражданства.
14 февраля 2014 года правительство Летта ушло в отставку, 22 февраля принесло присягу правительство Ренци, в состав которого Мауро не вошёл (новым министром обороны стала Роберта Пинотти).

### «Пополяры за Италию»
23 ноября 2013 года Мауро объявил о создании новой партии «Пополяры за Италию» (Popolari per l’Italia), в которую он перешёл из «Гражданского выбора», сохранив за собой пост министра обороны. В заявлении для прессы Мауро охарактеризовал партию как новую политическую силу, состоящую в союзе с «Новым правым центром» (вышедшим из «Народа свободы» из-за несогласия с политикой Берлускони) и объединяющую сторонников идей популяризма, свободных как от левого, так и от правого популизма.
В марте 2017 года Мауро перешёл в сенатскую фракцию партии Вперёд, Италия.

## Личная жизнь
Мауро счастливо женат на уроженке города Фоджа, преподавателе математики Джованне Белардинелли, у супругов двое детей: Франческа-Романа и Анджело. Отец Мауро прежде возглавлял в Фодже местное отделение организации Azione Cattolica, мать работает учительницей, сестра работает в Падуе, старший брат, Мауро Мауро, является активистом левой партии Левые Экология Свобода.
Будучи избранным в Сенат в 2013 году, Мауро 29 мая 2013 года подал декларацию об имущественном положении, согласно которой он является единоличным владельцем двух домов и одной комнаты в Милане, дома в Пескичи (провинция Фоджа) и дома в Брюсселе, а также автомашины Chevrolet Orlando 2012 года выпуска; кроме того, он является акционером на бесприбыльной основе объединения Meseuro. В свою очередь, жена Мауро — Джованна Белардинелли, является единоличной владелицей дома в Милане и собственницей 11,11 % дома в Фодже, а также обладательницей автомашины Fiat Idea 2003 года выпуска.

## Убеждения
Мауро состоит в католической организации Comunione e Liberazione, которую некоторые наблюдатели обвиняют в пропаганде исламофобии.
В бытность свою депутатом Европарламента, Мауро публично защищал правительство Берлускони от обвинений в ущемлении свободы слова.
В 2012 году фракции пополяров и правых Европарламента безуспешно пытались добиться отмены пункта 7 резолюции Еропарламента «О равноправии мужчины и женщины» с целью лишить официального юридического статуса однополые пары. Мауро заявил в этой связи о позиции победившего большинства:

Они искали, используя провокацию, возможности идеологического по своей природе столкновения, в котором мы им сплочённо противостоим.
Оригинальный текст (итал.) Si è cercata con un approccio strumentale l’occasione per uno scontro di natura ideologica al quale ci siamo opposti compatti.
— Marco Zatterin. Unioni e diritti, svolta Ue: "La famiglia è anche gay" (итал.). La Stampa (14 марта 2012). Дата обращения: 10 декабря 2013.
Мауро осудил итальянское протестное движение осени 2013 года (movimento dei forconi, в буквальном переводе — «движение вил») и призывы к правоохранительным структурам не применять силу для пресечения незаконных действий их участников (последнее обвинение наблюдатели отнесли к высказываниям комика и нового политика Беппе Грилло).

## Труды

### На итальянском языке
- Difendiamo il futuro: Interventi per la libertà della scuola («Мы защищаем будущее: речи в защиту свободы школы»), Biblioteca Universale Rizzoli, Collana «I Libri dello Spirito Cristiano» diretta da don Luigi Giussani, 1999
- L’Europa sarà cristiana o non sarà («Европа будет христианской или её не будет вовсе»), Edizioni Spirali, 2004
- Compagni di Scuola: genitori, insegnanti, studenti e sindacati per le generazioni del futuro, Edizioni Ares, 2004
- L’Europa al centro del problema («Европа — в центре проблемы») — «Atlantide: migrazioni e società multiculturale», 2007
- Il Dio dell’Europa («Бог Европы»), Edizioni Ares, 2007
- Piccolo dizionario delle radici cristiane d’Europa («Маленький словарь христианских корней Европы»), coautore con Elisabetta Chiappa, Edizioni Ares, 2007
- Guerra ai cristiani. Le persecuzioni e le discriminazioni dei cristiani nel mondo («Война против христиан. Преследования и дискриминация христиан в мире»), coautore con Vittoria Venezia, Matteo Forte, Lindau, 2010

### На испанском языке
- ¿Qué cultura? — V Congreso de cristianos y vida pública — 2004
- Llamados a la libertad — VII Congreso de cristianos y vida pública, 2006